# Galium boreale

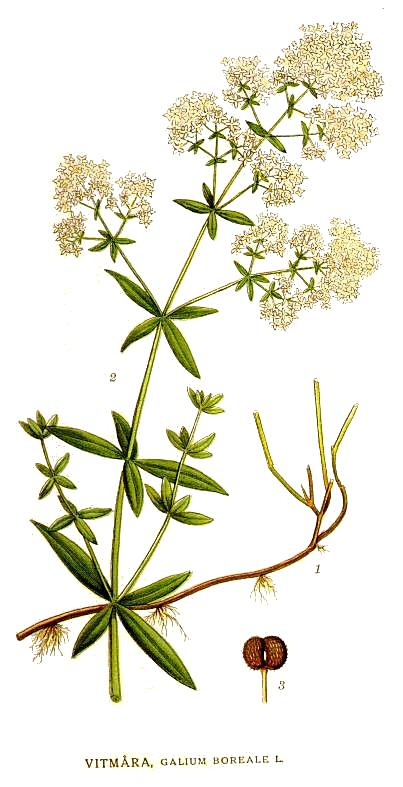
Ilustración

Galium boreale es una planta herbácea anual de la familia Rubiaceae.

## Descripción
Perenne, con estolones radicantes y tallos erectos y robustos cuadrangulares de 30-65 cm. Hojas largas lanceoladas, las más anchas en la mitad inferior, romas, normalmente glabras. Flores blancas, de 3-4 mm de diámetro, con lóbulos extendidos, en inflorescencias terminales densas. Fruto glabro o con pelos adpresos. Florece en primavera y verano.

## Distribución y hábitat
Gran parte de Europa, excepto Turquía. Lugares herbáceos, bosques abiertos, sitios de arbustos.

## Taxonomía
Galium boreale fue descrita por Carlos Linneo y publicado en Species Plantarum 1: 108, en el año 1753.
Etimología
Galium: nombre genérico que deriva de la palabra griega gala que significa  "leche",  en alusión al hecho de que algunas especies fueron utilizadas para cuajar la leche.
boreale: epíteto latíno que significa "boreal, del norte".
Sinonimia
- Aparine borealis (L.) Hill
- Galium amurense Pobed.
- Galium auriense Pourr. ex Willk. & Lange
- Galium diffusum Schrad. ex Link
- Galium hyssopifolium Hoffm.
- Galium mesocarpon A.Kern.
- Galium nervosum Lam.
- Galium orbibracteatum Chaub.
- Galium rubioides Willd. ex Ledeb.
- Galium rubioides var. angustifolium Freyn
- Galium rubioides var. hyssopifolium Pers.
- Galium rubioides var. latifolium Freyn
- Galium schilkense Popov
- Galium septentrionale Roem. & Schult.
- Galium septentrionale var. glabrum Urschler
- Galium septentrionale var. incurvatum Urschler
- Galium strictum Torr.
- Galium trinerve Moench
- Galium trinervium Gilib.
- Galium utahense Eastw.
- Galium vogesiacum F.Gérard
- Rubia borealis (L.) Baill.
- Trichogalium boreale (L.) Fourr.[5]